# Богданов, Юрий Фёдорович
Богданов, Юрий Фёдорович (17 апреля 1934 года, г. Свердловск, СССР) — советский и российский ученый, специализирующийся в области цитогенетики и клеточной биологии, изучающий организацию эукариотической хромосомы, генетический контроль мейоза и биологию половых клеток. Автор более полутора сотен статей в отечественных и зарубежных журналах, нескольких монографий, очерков по истории развития и становления генетики во второй половине XX века. В 1981-82 гг. был заместителем директора по научной работе Института молекулярной биологии АН СССР, в 1982-88 гг. был заместителем директора по научной работе Института общей генетики АН СССР, с 1982 по 2006 гг. заведовал лабораторией цитогенетики в Институте общей генетики им. Н. И. Вавилова РАН, с 2006 года — главный научный сотрудник той же лаборатории. Доктор биологических наук (1978), профессор. . В 2011 году удостоен почётного звания «Заслуженный деятель науки Российской Федерации».

## Биография
Ю. Ф. Богданов родился в 1934 году в семье медиков-хирургов, Ф. Р. Богданова и В. Я. Тарковской, в Свердловске, в котором провёл первые 10 лет жизни. Он учился в московской школе № 417, которую окончил с серебряной медалью в 1951 году, и в том же году поступил на биологический факультет МГУ. На биофаке Ю. Ф. Богданов проходил обучение на кафедре сравнительной физиологии человека и животных, и в 1957 году он стал дипломированным специалистом. В ноябре 1957 года он поступил в аспирантуру Института цитологии АН СССР в Ленинграде, его научным руководителем стал цитофизиолог А. Ф. Трошин. Однако женитьба в 1958 году и рождение первого сына в 1959 году вынудили Ю. Ф. Богданова вернуться в Москву и перевестись в заочную аспирантуру, которую он окончил в 1961 году.
В 1958 и 1960 гг. Ю. Ф. Богданов был слушателем летних курсов по радиационной генетике, организованных на биостанции в Миассово на Урале Н. В. Тимофеевым-Ресовским. Эти курсы и знакомство с Н. В. Тимофеевым-Ресовским привели к смене научных интересов Ю. Ф. Богданова, и с весны 1960 года он стал заниматься изучением митоза под руководством цитолога И. А. Уткина в лаборатории экспериментальной цитологии и цитохимии Института радиационной и физико-химической биологии АН СССР (сейчас Институт молекулярной биологии имени В. А. Энгельгардта РАН). В 1961 году Ю. Ф. Богданов стал сотрудником лаборатории общей и космической кариологии в том же институте. Этой лабораторией руководила А. А. Прокофьева-Бельговская, в ней занимались цитогенетическими исследованиями. Ю. Ф. Богданов занялся изучением зависимости типа радиационно-индуцированных хромосомных перестроек от времени репликации в клеточном цикле. По результатам этой работы в 1967 году он защитил кандидатскую диссертацию по теме «Синтез ДНК и состав клеточной популяции в зародышах семян в связи с типами хромосомных мутаций: на примере Pisum sativum».
После защиты кандидатской диссертации Ю. Ф. Богданов продолжил работать в Институте молекулярной биологии АН СССР. Центр его интересов стал занимать мейоз, его цитогенетические аспекты и генетический контроль. В 1978 году он защитил докторскую диссертацию по теме «Исследование гистонов и ультраструктурной организации хромосом в процессе мейоза». В 1970-80 гг. он занимал должность старшего научного сотрудника, в 1981-82 гг. исполнял обязанности заместителя директора по научной работе.
В 1982 году А. А. Созинов, только что назначенный на должность директора Института общей генетики АН СССР (ИОГен), пригласил Ю. Ф. Богданова возглавить лабораторию цитогенетики в этом институте. Став заведующим лаборатории цитогенетики, Ю. Ф. Богданов пригласил новых сотрудников: генетиков, молекулярных биологов и цитологов. В реорганизованной лаборатории он начал комплексное исследование мейоза у различных модельных организмов, включая дрозофилу, грызунов, растения и другие организмы. С 1982 года по 1988 год Ю. Ф. Богданов был заместителем директора по научной части ИОГена.

## Научная деятельность
Ю. Ф. Богданов является основателем нового научного направления — изучения мейоза молекулярно-генетическими методами. В 1964-65 гг. Ю. Ф. Богданов стал пионером использования в СССР метода авторадиографии с 3Н-тимидином. С помощью этого метода он установил, что в зародышах сухих семян гороха есть покоящиеся клетки, находящиеся на стадиях клеточного цикла S и G2, и что именно эти клетки являются чувствительными к рентгеновскому излучению. Эти данные легли в основу его кандидатской диссертации «Синтез ДНК и состав клеточной популяции в зародышах семян в связи с типами хромосомных мутаций: на примере Pisum sativum», представленной к защите в 1966 году. В 1967 году Ю. Ф. Богданову с аспирантами лаборатории, руководимой А. А. Прокофьевой-Бельговской, впервые удалось показать, что удвоение количества гистонов в хромосомах в мейозе отстаёт от удвоения количества ДНК при репликации, и что такого отставания не наблюдается при митотическом делении клеток.